# Zone d'évitement

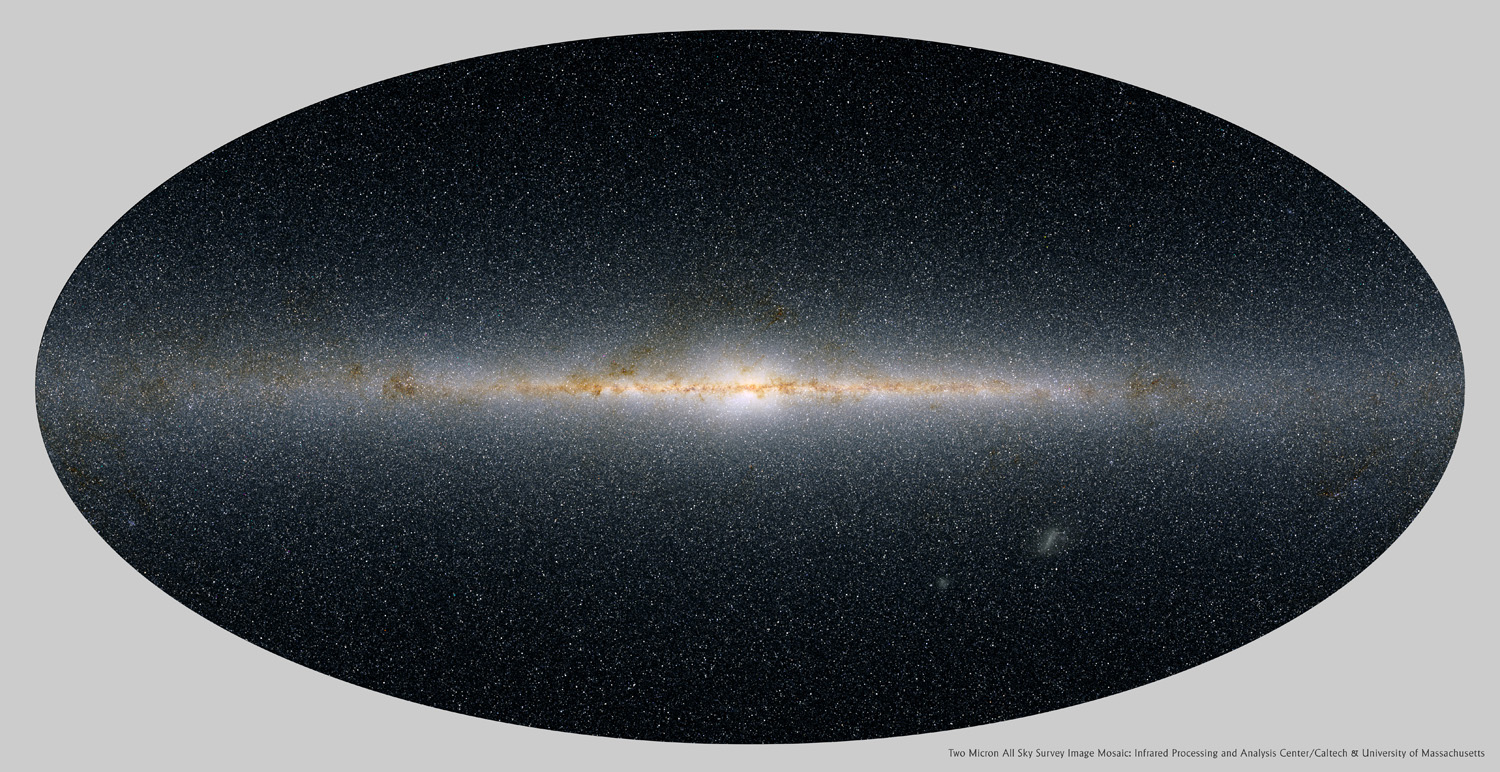
Notre galaxie, la voie lactée (vue ici dans l'infrarouge), produisant une zone d'évitement.

La zone d'évitement désigne en astronomie la zone du ciel qui est occultée par notre propre galaxie, la Voie lactée. On pense que ce terme a été utilisé pour la première fois par Richard Proctor en 1878, en faisant référence à la distribution des « nébuleuses » dans le General Catalogue of Nebulae de John Herschel.
Les étoiles et la poussière interstellaire situées aux abords du plan de la Voie lactée obstruent environ 20 % de notre vue sur les zones extragalactiques dans le domaine optique. Par conséquent, les catalogues de galaxies basés sur ces longueurs d'onde sont en général incomplets. Cette zone de lacunes est appelée « zone d'évitement » car les autres galaxies semblent éviter cette aire et parce que, historiquement, les astronomes évitaient d'observer cette zone pour leurs études en astronomie extragalactique au profit de cibles plus facilement observables.